# 野間町
野間町（のまちょう）は、愛知県知多郡にかつてあった町。現在の美浜町の西半分（伊勢湾側）に相当する。廃止時点では名鉄知多新線は開通していなかった。

## 歴史
- 1906年（明治39年）7月1日 - 奥田村、野間村が合併し野間村になる。
- 1942年（昭和17年）7月1日 - 町制施行し、野間町になる
- 1955年（昭和30年）4月1日 - 河和町と合併して美浜町が発足し、消滅[1]。